# Liste der Geotope im Landkreis Ludwigsburg
Diese sortierbare Liste der Geotope im Landkreis Ludwigsburg enthält die Geotope des baden-württembergischen Landkreises Ludwigsburg, die amtlichen Bezeichnungen für Namen und Nummern sowie deren geographische Lage. Die Geotope sind im Geotop-Kataster Baden-Württemberg dokumentiert und umfassen Aufschlüsse von Gesteinen, Böden, Mineralien und Fossilien sowie besondere Landschaftsteile.

## Liste
Im Landkreis sind 148 Geotope (Stand 10. Januar 2022) vom Landesamt für Geologie, Rohstoffe und Bergbau (LGRB) ausgewiesen:
| Steckbrief Nr. (PDF) | Name | Geotoptyp          | Gemeinde/Stadt, Gemarkung                    | Koordinaten                 | Bild | Bemerkungen |
| -------------------- | --- | ------------------ | -------------------------------------------- | --------------------------- | ---- | --- |
| 2304                 | Aufschlüsse bei der Neckarschleuse SE von Benningen                                                      | Aufschluss         | Benningen am Neckar                          | 48° 56′ 14″ N, 9° 14′ 58″ O |      | Geologische Einheit: Pleistozäne Terrassenschotter Status: geschützt (Naturdenkmal Feldgehölze und geologische Aufschlüsse bei der Neckarschleuse)                       |
| 2305                 | Klinge mit aufgelassenem Steinbruch WNW Mundelsheim                                                      | Klinge             | Besigheim                                    | 49° 0′ 26″ N, 9° 10′ 9″ O   |      | Geologische Einheit: Oberer Muschelkalk Status: geschützt (Naturdenkmal Klinge am Wurmberg)                                                                              |
| 2306                 | Zwei Dolinen im Waldgebiet Hart SE von Besigheim                                                         | Dolinen            | Besigheim                                    | 48° 59′ 16″ N, 9° 9′ 42″ O  |      | Geologische Einheit: Unterer Keuper Status: geschützt (Naturdenkmal 2 Dolinen)                                                                                           |
| 2307                 | Aufg. Steinbruch im Tiefental NW von Metterzimmern                                                       | Aufschluss         | Bietigheim-Bissingen                         | 48° 58′ 2″ N, 9° 5′ 50″ O   |      | Geologische Einheit: Oberer Muschelkalk Status: geschützt (Naturdenkmal Hangwald mit geologischem Aufschluss)                                                            |
| 2308                 | Aufg. Steinbruch Söllert im Gewann Hutstütze NNW von Bietigheim                                          | Aufschluss         | Bietigheim-Bissingen                         | 48° 58′ 15″ N, 9° 6′ 52″ O  |      | Geologische Einheit: Oberer Muschelkalk Status: geschützt (Naturdenkmal Ehemaliger Steinbruch "Söllert")                                                                 |
| 2309                 | Aufg. Steinbruch im Neckarsteilhang im Ritterlen NE von Bietigheim                                       | Aufschluss         | Bietigheim-Bissingen                         | 48° 58′ 4″ N, 9° 8′ 25″ O   |      | Geologische Einheit: Oberer Muschelkalk Status: geschützt (Naturdenkmal Ehemaliger Steinbruch im "Ritterlen")                                                            |
| 2310                 | Felsvorsprung Eberstein am Neckarsteilhang NE von Bietigheim                                             | Felsformation      | Bietigheim-Bissingen                         | 48° 58′ 7″ N, 9° 8′ 52″ O   |      | Geologische Einheit: Oberer Muschelkalk Status: geschützt (Naturdenkmal Felsvorsprung "Eberstein")                                                                       |
| 2311                 | Felsvorsprung Fürstenstand im Bietigheimer Forst NE von Bietigheim                                       | Felsformation      | Bietigheim-Bissingen                         | 48° 58′ 9″ N, 9° 8′ 55″ O   |      | Geologische Einheit: Oberer Muschelkalk Status: geschützt (Naturdenkmal Felsvorsprung "Fürstenstand")                                                                    |
| 2312                 | Felsspalten (Abrissklüfte) oberhalb des Neckarsteilhangs im Bietigheimer Forst                           | Aufschluss         | Bietigheim-Bissingen                         | 48° 58′ 15″ N, 9° 9′ 2″ O   |      | Geologische Einheit: Mittlerer Muschelkalk Status: geschützt (Naturdenkmal Felsspalten)                                                                                  |
| 2313                 | Doline im Bietigheimer Forst                                                                             | Doline             | Bietigheim-Bissingen                         | 48° 58′ 15″ N, 9° 9′ 12″ O  |      | Geologische Einheit: Unterer Keuper Status: geschützt (Naturdenkmal 1 Doline)                                                                                            |
| 2314                 | Doline Krautschüssel im Bietigheimer Forst E von Bietigheim                                              | Doline             | Bietigheim-Bissingen                         | 48° 57′ 48″ N, 9° 9′ 25″ O  |      | Geologische Einheit: Gipskeuper Status: geschützt (Naturdenkmal Doline Krautschüssel)                                                                                    |
| 2315                 | Aufg. Schottergrube im S-Teil des Bietigheimer Forstes E von Bietigheim                                  | Aufschluss         | Bietigheim-Bissingen                         | 48° 57′ 34″ N, 9° 8′ 57″ O  |      | Geologische Einheit: Pleistozäne Hochterrassenschotter Status: geschützt (Naturdenkmal Geologischer Aufschluss von Buntsandstandschottern)                               |
| 2316                 | Buntsandsteinblock beim Schwesternwohnheim (Krankenhausgelände) bei Bietigheim                           | Felsformation      | Bietigheim-Bissingen                         | 48° 57′ 25″ N, 9° 8′ 3″ O   |      | Geologische Einheit: Buntsandstein Status: geschützt (Naturdenkmal 1 Buntsandsteinblock)                                                                                 |
| 2317                 | Aufg. Steinbruch Heide SW von Bönnigheim                                                                 | Aufschluss         | Bönnigheim                                   | 49° 1′ 49″ N, 9° 4′ 7″ O    |      | Geologische Einheit: Schilfsandstein Status: geschützt (Naturdenkmal Steinbruch Heide)                                                                                   |
| 2318                 | Aufg. Steinbruch am Neuberg SE Bönnigheim, N von Hofen                                                   | Aufschluss         | Bönnigheim Gemarkung Hofen                   | 49° 1′ 44″ N, 9° 7′ 3″ O    |      | Geologische Einheit: Oberer Muschelkalk Status: geschützt (Naturdenkmal Ehemaliger Steinbruch am Neuberg)                                                                |
| 2319                 | Ehemaliger Steinbruch am Herdweg SW von Heimerdingen                                                     | Aufschluss         | Ditzingen Gemarkung Heimerdingen             | 48° 51′ 0″ N, 8° 58′ 25″ O  |      | Geologische Einheit: Oberer Muschelkalk Status: geschützt (Naturdenkmal Ehemaliger Steinbruch am "Herdweg")                                                              |
| 2320                 | Ehemaliger Steinbruch Lehren W von Schöckingen                                                           | Aufschluss         | Ditzingen Gemarkung Schöckingen              | 48° 50′ 49″ N, 9° 1′ 16″ O  |      | Geologische Einheit: Oberer Muschelkalk Status: geschützt (Naturdenkmal Ehemaliger Steinbruch und Gehölzgruppen)                                                         |
| 2321                 | Aufg. Steinbruch Langenberg im Gewann Untere Steige NE von Eberdingen                                    | Aufschluss         | Eberdingen                                   | 48° 52′ 55″ N, 8° 58′ 27″ O |      | Geologische Einheit: Oberer Muschelkalk Status: geschützt (Naturdenkmal Ehemaliger Steinbruch und Hecken im Gewann Untere Steige)                                        |
| 2322                 | Aufg. Steinbruch im Gewann Vordere Seite SW von Eberdingen                                               | Aufschluss         | Eberdingen                                   | 48° 52′ 17″ N, 8° 57′ 29″ O |      | Geologische Einheit: Oberer Muschelkalk Status: geschützt (Naturdenkmal Ehemaliger Steinbruch, Trockenrasen und Feldhölze)                                               |
| 2323                 | Aufg. Steinbruch Hammelrain E Erdmannhausen (Eisenbahnhaltepunkt)                                        | Aufschluss         | Erdmannhausen                                | 48° 56′ 45″ N, 9° 18′ 20″ O |      | Geologische Einheit: Oberer Muschelkalk Status: geschützt (Naturdenkmal Ehemaliger Steinbruch "Hammelrain")                                                              |
| 2324                 | Doline "Seele" SE von Bietigheim                                                                         | Doline             | Freiberg am Neckar Gemarkung Geisingen       | 48° 56′ 21″ N, 9° 9′ 15″ O  |      | Geologische Einheit: Gipskeuper Status: geschützt (Naturdenkmal Doline "Seele")                                                                                          |
| 2325                 | Aufg. Steinbruch am Neckarprall, Pflanzenstandort und Aufschluss Drachenloch E von Kirchheim am Neckar   | Aufschluss         | Gemmrigheim                                  | 49° 2′ 29″ N, 9° 9′ 13″ O   |      | Geologische Einheit: Oberer Muschelkalk Status: geschützt (Naturdenkmal Pflanzenstandort und geologischer Aufschluss "Drachenloch")                                      |
| 2326                 | Aufg. Steinbruch im Taucherle an der Straße Besigheim-Gemmrigheim gegenüber von Walheim                  | Aufschluss         | Gemmrigheim                                  | 49° 0′ 26″ N, 9° 9′ 25″ O   |      | Geologische Einheit: Oberer Muschelkalk Status: geschützt (Naturdenkmal Ehemaliger Steinbruch "Im Taucherle")                                                            |
| 2327                 | Dolinenfeld im Bonholzwald W Ottmarsheim, SE von Gemmrigheim                                             | Dolinen            | Gemmrigheim                                  | 49° 1′ 5″ N, 9° 10′ 46″ O   |      | Geologische Einheit: Unterer Keuper Status: geschützt (Naturdenkmal Dolinenfeld im Bonholzwald)                                                                          |
| 2328                 | Aufschluss an der Alten Steige am Schlossberg S von Gerlingen                                            | Aufschluss         | Gerlingen                                    | 48° 47′ 29″ N, 9° 3′ 49″ O  |      | Geologische Einheit: Schilfsandstein Status: geschützt (Naturdenkmal Geologischer Aufschluss an der Alten Steige)                                                        |
| 2329                 | Ehemaliger Steinbruch im Krummbachtal S von Gerlingen                                                    | Aufschluss         | Gerlingen                                    | 48° 46′ 37″ N, 9° 3′ 49″ O  |      | Geologische Einheit: Stubensandstein Status: geschützt (Naturdenkmal Ehemaliger Steinbruch im Krummbachtal)                                                              |
| 2330                 | Weinbergböschung am S-Hang des Köcherbergs ca. 2300 m W von Oberstenfeld                                 | Aufschluss         | Großbottwar                                  | 49° 1′ 20″ N, 9° 17′ 18″ O  |      | Geologische Einheit: Grenzbereich Gipskeuper Schilfsandstein Status: geschützt (Naturdenkmal Geologischer Aufschluss und Steppenheidewaldsaum)                           |
| 2331                 | Aufg. Steinbruch S von Großbottwar                                                                       | Aufschluss         | Großbottwar                                  | 48° 59′ 11″ N, 9° 17′ 9″ O  |      | Geologische Einheit: Oberer Muschelkalk Status: geschützt (Naturdenkmal Geologischer Aufschluss "Steingrube")                                                            |
| 2332                 | Doline mit Feuchtgebiet im Waldgebiet Letterle SE von Großbottwar                                        | Doline             | Großbottwar                                  | 48° 59′ 11″ N, 9° 18′ 52″ O |      | Geologische Einheit: Gipskeuper Status: geschützt (Naturdenkmal Doline im "Letterle" mit Feuchtgebiet)                                                                   |
| 2334                 | Doline mit Feuchtgebiet NE Winzerhausen NNO vom Wunnenstein                                              | Doline             | Großbottwar Gemarkung Winzerhausen           | 49° 2′ 1″ N, 9° 16′ 55″ O   |      | Geologische Einheit: Gipskeuper Status: geschützt (Naturdenkmal Doline mit Feuchtgebiet)                                                                                 |
| 2335                 | Hessigheimer Felsengärten N Hessigheim                                                                   | Felsformation      | Hessigheim                                   | 49° 0′ 3″ N, 9° 10′ 41″ O   |      | Geologische Einheit: Oberer Muschelkalk Status: mit geschützt (NSG Hessigheimer Felsengärten)                                                                            |
| 2336                 | Ehemaliger Steinbruch im Gewann Steig an der Straße Hessigheim-Ottmarsheim W von Mundelsheim             | Aufschluss         | Hessigheim                                   | 49° 0′ 10″ N, 9° 11′ 18″ O  |      | Geologische Einheit: Oberer Muschelkalk Status: geschützt (Naturdenkmal Ehemaliger Steinbruch im Gewann Steig)                                                           |
| 2337                 | Felsband am Käsberg W von Mundelsheim                                                                    | Felsformation      | Hessigheim                                   | 49° 0′ 8″ N, 9° 11′ 30″ O   |      | Geologische Einheit: Oberer Muschelkalk Status: geschützt (Naturdenkmal Felsband am Käsberg)                                                                             |
| 2338                 | Aufg. Steinbruch und Wasserfall im unteren Siegental S von Kleiningersheim                               | Aufschluss         | Ingersheim Gemarkung Grossingersheim         | 48° 58′ 11″ N, 9° 11′ 42″ O |      | Geologische Einheit: Oberer Muschelkalk Status: geschützt (Naturdenkmal Ehemaliger Steinbruch im Siegental)                                                              |
| 2339                 | Aufg. Steinbruch und Quelle an der Burghalde N von Geisingen                                             | Aufschluss Quelle  | Ingersheim Gemarkung Grossingersheim         | 48° 56′ 44″ N, 9° 10′ 57″ O |      | Geologische Einheit: Unterer Keuper Status: geschützt (Naturdenkmal Ehemaliger Steinbruch mit Quellhorizont und Tuffbildungen)                                           |
| 2340                 | Ehemaliger Steinbruch W vom Talhof NE Kleiningersheim                                                    | Aufschluss         | Ingersheim Gemarkung Kleiningersheim         | 48° 58′ 48″ N, 9° 12′ 24″ O |      | Geologische Einheit: Oberer Muschelkalk Status: geschützt (Naturdenkmal Felgehölz und ehemaliger Steinbruch)                                                             |
| 2341                 | Aufg. Steinbruch am südl. Ortsrand von Großingersheim                                                    | Aufschluss         | Ingersheim                                   | 48° 57′ 21″ N, 9° 11′ 0″ O  |      | Geologische Einheit: Oberer Muschelkalk Status: geschützt (Naturdenkmal Ehemaliger Steinbruch am Riedberg)                                                               |
| 2342                 | Böschungsaufschluss im Gewann Hag bei Kirchheim am Neckar                                                | Aufschluss         | Kirchheim am Neckar                          | 49° 2′ 47″ N, 9° 8′ 36″ O   |      | Geologische Einheit: Pleistozäne Terrassenschotter Status: geschützt (Naturdenkmal Geologischer Aufschluss von Neckarschottern)                                          |
| 2343                 | Weinbergsböschung NNE von Kirchheim am Neckar                                                            | Aufschluss         | Kirchheim am Neckar                          | 49° 3′ 1″ N, 9° 9′ 5″ O     |      | Geologische Einheit: Kalktuff Status: geschützt (Naturdenkmal Tuff-Felsen)                                                                                               |
| 2344                 | 6 Stubensandsteinblöcke im Industriegebiet Altach N von Eglosheim an der BAB – Ausfahrt Ludwigsburg-Nord | Felsformation      | Ludwigsburg                                  | 48° 55′ 5″ N, 9° 9′ 31″ O   |      | Geologische Einheit: Stubensandstein Status: geschützt |
| 2345                 | Aufschluss am Schlossberg N von Ludwigsburg-Hoheneck                                                     | Aufschluss         | Ludwigsburg                                  | 48° 54′ 53″ N, 9° 12′ 30″ O |      | Geologische Einheit: Oberer Muschelkalk Status: geschützt (Naturdenkmal Geologischer Aufschluss "Am Schloßberg")                                                         |
| 2346                 | Ehemaliger Steinbruch beim Brückenhaus W von Schloss Harteneck                                           | Aufschluss         | Ludwigsburg                                  | 48° 54′ 23″ N, 9° 13′ 9″ O  |      | Geologische Einheit: Oberer Muschelkalk Status: geschützt (Naturdenkmal Ehemaliger Steinbruch beim Brückenhaus)                                                          |
| 2347                 | Böschungsaufschluss auf dem Lemberg SW von Affalterbach                                                  | Aufschluss         | Ludwigsburg Gemarkung Poppenweiler           | 48° 55′ 3″ N, 9° 18′ 29″ O  |      | Geologische Einheit: Grenze Gipskeuper Schilfsandstein Status: geschützt (Naturdenkmal Geologischer Aufschluss, Steppenheidewald)                                        |
| 2348                 | Bahnböschung und Gehölzbestand Mäurich N von Marbach am Neckar                                           | Aufschluss         | Marbach am Neckar                            | 48° 56′ 44″ N, 9° 15′ 13″ O |      | Geologische Einheit: Oberer Muschelkalk Status: geschützt (Naturdenkmal Geologischer Aufschluss und Gehölzbestand „Mäurich“)                                             |
| 2349                 | Aufg. Steinbruch an der Ludwigsburger Straße in Marbach                                                  | Aufschluss         | Marbach am Neckar                            | 48° 56′ 13″ N, 9° 15′ 15″ O |      | Geologische Einheit: Oberer Muschelkalk Status: geschützt (Naturdenkmal Ehemaliger Steinbruch an der Ludwigsburger Straße)                                               |
| 2350                 | Aufg. Steinbrüche und Hangwald im Eichgraben Marbach am Neckar                                           | Aufschluss         | Marbach am Neckar                            | 48° 55′ 45″ N, 9° 15′ 30″ O |      | Geologische Einheit: Oberer Muschelkalk Status: geschützt (Naturdenkmal Ehemalige Steinbrüche und Hangwald im Eichgraben)                                                |
| 2351                 | Felsen am Steinberg N von Erdmannhausen                                                                  | Felsformation      | Marbach am Neckar Gemarkung Rielingshausen   | 48° 57′ 7″ N, 9° 18′ 5″ O   |      | Geologische Einheit: Oberer Muschelkalk Status: geschützt (Naturdenkmal Gehölzbestand und Felsen am Steinberg)                                                           |
| 2352                 | Doline im Schelmenhölzle am Eichbach E von Rielingshausen                                                | Doline             | Marbach am Neckar Gemarkung Rielingshausen   | 48° 57′ 41″ N, 9° 20′ 31″ O |      | Geologische Einheit: Unterer Keuper Status: geschützt (Naturdenkmal Doline am Eichbach)                                                                                  |
| 2353                 | Zwei Dolinen im Rotenacker Wald N von Markgröningen                                                      | Dolinen            | Markgröningen                                | 48° 55′ 38″ N, 9° 5′ 10″ O  |      | Geologische Einheit: Grenzbereich Oberer Muschelkalk Unterer Keuper Status: geschützt (Naturdenkmal 2 Dolinen im Rotenacker Wald)                                        |
| 2354                 | Dolinen im Muckenschupfwald SE von Oberriexingen                                                         | Dolinen            | Markgröningen                                | 48° 55′ 11″ N, 9° 2′ 36″ O  |      | Geologische Einheit: Unterer Keuper Status: geschützt (Naturdenkmal Dolinenfeld Muckenschupf)                                                                            |
| 2355                 | Dolinenfeld im Gewann Hinterholz SE von Oberriexingen                                                    | Dolinen            | Markgröningen                                | 48° 54′ 59″ N, 9° 2′ 31″ O  |      | Geologische Einheit: Unterer Keuper Status: geschützt (Naturdenkmal Dolinenfeld)                                                                                         |
| 2356                 | Aufg. Steinbruch im Gewann Rotenacker NE von Markgröningen                                               | Aufschluss         | Markgröningen                                | 48° 54′ 37″ N, 9° 5′ 35″ O  |      | Geologische Einheit: Oberer Muschelkalk Status: geschützt (Naturdenkmal Ehemaliger Steinbruch)                                                                           |
| 2357                 | Siegfriedsfelsen am Glemsprallhang N von Schwieberdingen                                                 | Felsformation      | Markgröningen                                | 48° 53′ 36″ N, 9° 3′ 49″ O  |      | Geologische Einheit: Oberer Muschelkalk Status: geschützt (Naturdenkmal "Siegfriedsfelsen")                                                                              |
| 2358                 | Ehemaliger Steinbruch und Schotterwerk am Gansberg N Schwieberdingen                                     | Aufschluss         | Markgröningen                                | 48° 53′ 48″ N, 9° 4′ 11″ O  |      | Geologische Einheit: Oberer Muschelkalk Status: geschützt (Naturdenkmal Ehemaliger Steinbruch am Gansberg)                                                               |
| 2359                 | Doline mit Feuchtgebiet im Waldteil Nonnenhölzle SE von Großbottwar                                      | Doline             | Murr                                         | 48° 59′ 15″ N, 9° 19′ 7″ O  |      | Geologische Einheit: Gipskeuper Status: geschützt (Naturdenkmal Doline mit Feuchtgebiet)                                                                                 |
| 2360                 | Aufg. Steinbruch Botenäcker auf dem Spöttelberg SW von Murr                                              | Aufschluss         | Murr                                         | 48° 57′ 11″ N, 9° 14′ 36″ O |      | Geologische Einheit: Unterer Keuper Status: geschützt (Naturdenkmal Ehemaliger Steinbruch "Botenäcker")                                                                  |
| 2361                 | Ehemaliges Steinbrüchle am Reutweg am westl. Pfefferberg N von Oberriexingen                             | Aufschluss         | Oberriexingen                                | 48° 55′ 58″ N, 9° 1′ 30″ O  |      | Geologische Einheit: Oberer Muschelkalk Status: geschützt (Naturdenkmal Ehemaliges Steinbrüchle am "Reutweg")                                                            |
| 2362                 | Ehemaliger Steinbruch/Mergelgrube am N-Hang des Forstbergs NW von Oberstenfeld                           | Aufschluss         | Oberstenfeld                                 | 49° 1′ 54″ N, 9° 17′ 59″ O  |      | Geologische Einheit: Gipskeuper Status: geschützt (Naturdenkmal Ehemaliger Steinbruch im Gewann Egerten)                                                                 |
| 2363                 | Straßenböschung Storchshalde NE von Mühlhausen                                                           | Aufschluss         | Remseck am Neckar Gemarkung Aldingen         | 48° 50′ 57″ N, 9° 14′ 34″ O |      | Geologische Einheit: Oberer Muschelkalk Status: geschützt (Naturdenkmal Geologischer Aufschluss "Storchshalde")                                                          |
| 2364                 | Aufg. Steinbruch am Uhlberg NW von Neckargröningen                                                       | Aufschluss         | Remseck am Neckar Gemarkung Neckargröningen  | 48° 53′ 6″ N, 9° 15′ 37″ O  |      | Geologische Einheit: Oberer Muschelkalk Status: geschützt (Naturdenkmal Geologischer Aufschluss und Pflanzenstandort am Uhlberg)                                         |
| 2365                 | Aufschluss am Uhlberg NW von Neckargröningen                                                             | Aufschluss         | Remseck am Neckar Gemarkung Neckargröningen  | 48° 53′ 2″ N, 9° 15′ 42″ O  |      | Geologische Einheit: Oberer Muschelkalk Status: geschützt (Naturdenkmal Geologischer Aufschluss am "Uhlberg")                                                            |
| 2366                 | Böschungsaufschluss (Mergelgrube) NE von Hohenhaslach                                                    | Aufschluss         | Sachsenheim Gemarkung Hohenhaslach           | 49° 0′ 30″ N, 9° 1′ 52″ O   |      | Geologische Einheit: Bunte Mergel Status: geschützt (Naturdenkmal Geologischer Aufschluss mit Verwerfung am Pfefferberg mit Gebüschzone)                                 |
| 2367                 | Aufschluss am Teufelsberg NE von Hohenhaslach                                                            | Aufschluss         | Sachsenheim Gemarkung Hohenhaslach           | 49° 0′ 18″ N, 9° 2′ 3″ O    |      | Geologische Einheit: Bunte Mergel Status: geschützt (Naturdenkmal Lindengruppe mit Resten des ehemaligen Jagdschlösschens/Pflanzenstandort am Waldsaum des Teufelsbergs) |
| 2368                 | Mergelgrube NNW Hohenhaslach                                                                             | Aufschluss         | Sachsenheim Gemarkung Hohenhaslach           | 49° 0′ 34″ N, 9° 0′ 36″ O   |      | Geologische Einheit: Mittlerer Keuper Status: geschützt (Naturdenkmal Hohlweg, ehemalige Mergelgruben, Hecken und Ödland an der "Bronnhalde")                            |
| 2369                 | Aufgelassener Steinbruch NW von Ochsenbach                                                               | Aufschluss         | Sachsenheim Gemarkung Ochsenbach             | 49° 1′ 31″ N, 8° 58′ 37″ O  |      | Geologische Einheit: Stubensandstein Status: geschützt (Naturdenkmal Ehemaliger Steinbruch und Ödland im Gewann Ochsenbächle)                                            |
| 2370                 | Böschungsaufschluss an der Platte NE von Spielberg                                                       | Aufschluss         | Sachsenheim Gemarkung Spielberg              | 49° 1′ 12″ N, 9° 0′ 9″ O    |      | Geologische Einheit: Stubensandstein Status: geschützt (Naturdenkmal Gehölzbestandener Hohlweg am "Haiserberg/Schöllkopf")                                               |
| 2371                 | Ehemaliger Aufschluss Bocksländer am Hühnerberg SE von Schwieberdingen                                   | Aufschluss         | Schwieberdingen                              | 48° 52′ 0″ N, 9° 5′ 0″ O    |      | Geologische Einheit: Oberer Muschelkalk Status: geschützt (Naturdenkmal Ehemaliger Steinbruch "Bocksländer")                                                             |
| 2372                 | Aufgelassener Steinbruch im Glemstal NW von Schwieberdingen                                              | Aufschluss         | Schwieberdingen                              | 48° 52′ 50″ N, 9° 4′ 14″ O  |      | Geologische Einheit: Oberer Muschelkalk Status: geschützt (Naturdenkmal Ehem. Steinbruch im Brühl)                                                                       |
| 2373                 | Hülbe "Bodenseele" im Heiligenholz N von Sersheim                                                        | Hüle               | Sersheim                                     | 48° 58′ 33″ N, 9° 1′ 22″ O  |      | Geologische Einheit: Gipskeuper Status: geschützt (Naturdenkmal Bodenseele)                                                                                              |
| 2374                 | Böschungsaufschluss am südwestl. Donnersberg NW von Sersheim                                             | Aufschluss         | Sersheim                                     | 48° 58′ 21″ N, 9° 0′ 7″ O   |      | Geologische Einheit: Gipskeuper Status: geschützt (Naturdenkmal Feldgehölze und Heiden im Gewann Trieb)                                                                  |
| 2375                 | Doline mit Feuchtgebiet im Waldgebiet Kälbling NE von Höpfigheim                                         | Doline             | Steinheim an der Murr Gemarkung Höpfigheim   | 48° 59′ 37″ N, 9° 15′ 19″ O |      | Geologische Einheit: Gipskeuper Status: geschützt (Naturdenkmal "Seele" im Kälblingwald)                                                                                 |
| 2376                 | Aufg. Steinbruch und Feldgehölz "Hohrain" SSW von Murr beim Floßhaus                                     | Aufschluss         | Murr                                         | 48° 57′ 17″ N, 9° 15′ 25″ O |      | Geologische Einheit: Oberer Muschelkalk Status: geschützt (Naturdenkmal Ehemaliger Steinbruch und Feldgehölz "Hohrain")                                                  |
| 2377                 | Hangböschung unterhalb vom Gewann Ragerle NE von Steinheim an der Murr                                   | Aufschluss         | Steinheim an der Murr Gemarkung Kleinbottwar | 48° 58′ 24″ N, 9° 17′ 10″ O |      | Geologische Einheit: Höhere Terrassenschotter Status: geschützt (Naturdenkmal Ehemaliger Steinbruch am "Schleifrain")                                                    |
| 2378                 | Doline Mördergrube ENE von Kleinbottwar                                                                  | Doline             | Steinheim an der Murr                        | 48° 59′ 5″ N, 9° 19′ 52″ O  |      | Geologische Einheit: Gipskeuper (Naturdenkmal Doline Mördergrube) |
| 2379                 | Aufg. Steinbruch am Burgberg E von Steinheim a. d. Murr                                                  | Aufschluss         | Steinheim an der Murr                        | 48° 57′ 42″ N, 9° 17′ 18″ O |      | Geologische Einheit: Oberer Muschelkalk Status: geschützt (Naturdenkmal Ehemalige Steinbrüche am Burgberg und Steinberg)                                                 |
| 2380                 | Fels und Ödland an der ehemaligen Bahnlinie S von Kleinbottwar                                           | Aufschluss         | Steinheim an der Murr                        | 48° 58′ 19″ N, 9° 17′ 9″ O  |      | Geologische Einheit: Oberer Muschelkalk Status: geschützt (Naturdenkmal Fels und Ödland an der ehem. Bahnlinie)                                                          |
| 2381                 | Aufg. Steinbruch im Gewann Bonlanden ca. 2000 m SSW von Enzweihingen                                     | Aufschluss         | Vaihingen an der Enz Gemarkung Aurich        | 48° 54′ 25″ N, 8° 57′ 41″ O |      | Geologische Einheit: Oberer Muschelkalk Status: geschützt (Naturdenkmal Annakapellen Höhle)                                                                              |
| 2382                 | Ehemaliger Steinbruch E von Enzweihingen an der Kreuzung der B 10 mit der Straße nach Unterriexingen     | Aufschluss         | Vaihingen an der Enz Gemarkung Enzweihingen  | 48° 55′ 6″ N, 8° 59′ 46″ O  |      | Geologische Einheit: Oberer Muschelkalk Status: geschützt (Naturdenkmal Ehemaliger Steinbruch)                                                                           |
| 2383                 | Aufg. Steinbruchgelände Grosse Reut SW von Gündelbach                                                    | Aufschluss         | Vaihingen an der Enz Gemarkung Gündelbach    | 48° 59′ 21″ N, 8° 56′ 12″ O |      | Geologische Einheit: Schilfsandstein Status: geschützt (Naturdenkmal Ehemaliges Steinbruchgelände "Große Reut")                                                          |
| 2384                 | Böschungsaufschluss NNW von Horrheim                                                                     | Aufschluss         | Vaihingen an der Enz Gemarkung Horrheim      | 48° 59′ 46″ N, 8° 58′ 42″ O |      | Geologische Einheit: Bunte Mergel Status: geschützt (Naturdenkmal Doline und Steppenheidewald am Lauerweg)                                                               |
| 2385                 | Roter Rain SW von Illingen                                                                               | Aufschluss         | Vaihingen an der Enz Gemarkung Roßwag        | 48° 56′ 33″ N, 8° 54′ 22″ O |      | Geologische Einheit: Oberer Muschelkalk Status: mit geschützt (NSG Roter Rain und Umgebung)                                                                              |
| 2386                 | Aufg. Steinbruch W von Vaihingen                                                                         | Aufschluss         | Vaihingen an der Enz                         | 48° 56′ 19″ N, 8° 56′ 42″ O |      | Geologische Einheit: Oberer Muschelkalk Status: geschützt (Naturdenkmal Trockenrasen, ehem. Steinbruchgelände, aufgelassene Weinberge "Botenklinge")                     |
| 2387                 | Böschungsaufschluss im Gewann Schänzle N von Ensingen                                                    | Aufschluss         | Vaihingen an der Enz Gemarkung Ensingen      | 48° 58′ 41″ N, 8° 57′ 4″ O  |      | Geologische Einheit: Grenzbereich Bunte Mergel Stubensandstein Status: geschützt (Naturdenkmal Pflanzenstandort "Wanne")                                                 |
| 2388                 | Lehmgrube/Ziegelei Besigheim                                                                             | Aufschluss         | Besigheim                                    | 48° 59′ 36″ N, 9° 8′ 20″ O  |      | Geologische Einheit: Quartäre Deckschichten auf Oberem Muschelkalk |
| 2389                 | Felswand im aufg. Steinbruch am rechten Enzufer SSE von Bietigheim                                       | Aufschluss         | Bietigheim-Bissingen Gemarkung Bietigheim    | 48° 57′ 7″ N, 9° 7′ 52″ O   |      | Geologische Einheit: Oberer Muschelkalk |
| 2390                 | Steinbruch und Schotterwerk N von Bissingen                                                              | Aufschluss         | Bietigheim-Bissingen Gemarkung Bissingen     | 48° 56′ 57″ N, 9° 6′ 29″ O  |      | Geologische Einheit: Oberer Muschelkalk |
| 2391                 | Aufg. Steinbruch am Neckarknie in Bietigheim-Bissingen in der Wobachstraße                               | Aufschluss         | Bietigheim-Bissingen Gemarkung Bissingen     | 48° 56′ 57″ N, 9° 7′ 51″ O  |      | Geologische Einheit: Oberer Muschelkalk |
| 2392                 | Lehmgrube/Ziegelei am Ortsausgang von Bönnigheim                                                         | Aufschluss         | Bönnigheim                                   | 49° 2′ 3″ N, 9° 5′ 46″ O    |      | Geologische Einheit: Löss |
| 2393                 | Aufg. Steinbruch in Hohenstein in der ehem. Kirchheimer Neckarschlinge                                   | Aufschluss         | Bönnigheim Gemarkung Hohenstein              | 49° 2′ 27″ N, 9° 7′ 14″ O   |      | Geologische Einheit: Oberer Muschelkalk |
| 2394                 | Steinbruch und Schotterwerk W von Hirschlanden                                                           | Aufschluss         | Ditzingen Gemarkung Hirschlanden             | 48° 50′ 23″ N, 9° 0′ 16″ O  |      | Geologische Einheit: Oberer Muschelkalk |
| 2395                 | Gewann Strohlöcher ca. 2000 m WSW von Hirschlanden                                                       | Dolinen            | Ditzingen Gemarkung Hirschlanden             | 48° 49′ 58″ N, 9° 0′ 50″ O  |      | Geologische Einheit: Unterer Keuper |
| 2396                 | Aufg. Steinbruch im Gewann Sälach S der Straße Schöckingen-Münchingen                                    | Aufschluss         | Ditzingen Gemarkung Schöckingen              | 48° 50′ 45″ N, 9° 2′ 14″ O  |      | Geologische Einheit: Unterer Keuper |
| 2397                 | Aufg. Steinbruch N von Erdmannhausen                                                                     | Aufschluss         | Erdmannhausen                                | 48° 56′ 53″ N, 9° 17′ 48″ O |      | Geologische Einheit: Oberer Muschelkalk |
| 2398                 | Steinbruch ca. 500 m NE von Freudental                                                                   | Aufschluss         | Erligheim                                    | 49° 0′ 50″ N, 9° 3′ 55″ O   |      | Geologische Einheit: Schilfsandstein |
| 2399                 | Aufg. Steinbruch am Ortsende von Gemmrigheim Richtung Ottmarsheim                                        | Aufschluss         | Gemmrigheim                                  | 49° 1′ 26″ N, 9° 10′ 14″ O  |      | Geologische Einheit: Oberer Muschelkalk |
| 2400                 | Aufschluss in der Forchenrainstraße, Gerlingen                                                           | Aufschluss         | Gerlingen                                    | 48° 47′ 53″ N, 9° 2′ 29″ O  |      | Geologische Einheit: Grenzbereich Gipskeuper Schilfsandstein |
| 2401                 | Böschungsaufschluss im unteren Mahdental NW von Büsnau                                                   | Aufschluss         | Gerlingen                                    | 48° 45′ 52″ N, 9° 3′ 18″ O  |      | Geologische Einheit: Bunte Mergel |
| 2402                 | Aufg. Steinbruch im unteren Mahdental NW von Büsnau                                                      | Aufschluss         | Gerlingen                                    | 48° 45′ 52″ N, 9° 3′ 15″ O  |      | Geologische Einheit: Schilfsandstein |
| 2403                 | Aufschluss an der N-Böschung der Mahdentalstraße Büsnau-Glemseck ca. 200 m E vom Hotel                   | Aufschluss         | Gerlingen                                    | 48° 45′ 24″ N, 9° 4′ 18″ O  |      | Geologische Einheit: Stubensandstein |
| 2404                 | Aufg. Steinbrüche im Waldgebiet Fichten WSW von Großbottwar                                              | Aufschluss         | Großbottwar                                  | 48° 59′ 46″ N, 9° 15′ 56″ O |      | Geologische Einheit: Schilfsandstein |
| 2405                 | Aufg. Mergelgrube am Hochberg                                                                            | Aufschluss         | Großbottwar                                  | 48° 59′ 44″ N, 9° 15′ 48″ O |      | Geologische Einheit: Gipskeuper |
| 2406                 | Aufg. Mergelgrube am Harzberg SE von Großbottwar                                                         | Aufschluss         | Großbottwar                                  | 48° 59′ 41″ N, 9° 18′ 38″ O |      | Geologische Einheit: Schilfsandstein |
| 2407                 | Aufg. Mergelgrube an der W-Seite des Köchersbergs E von Winzerhausen                                     | Aufschluss         | Großbottwar                                  | 49° 1′ 23″ N, 9° 17′ 18″ O  |      | Geologische Einheit: Gipskeuper |
| 2408                 | Aufg. Mergelgrube oberhalb des Friedhofs von Hof                                                         | Aufschluss         | Großbottwar Gemarkung Hof und Lembach        | 49° 0′ 42″ N, 9° 19′ 11″ O  |      | Geologische Einheit: Gipskeuper |
| 2409                 | Aufg. Gipsgrube ca. 600 m NE der Ortsmitte von Winzerhausen                                              | Aufschluss         | Großbottwar Gemarkung Winzerhausen           | 49° 1′ 44″ N, 9° 16′ 13″ O  |      | Geologische Einheit: Gipskeuper |
| 2410                 | Aufg. Steinbruch hinter der Schießanlage 200 m SSE der Ortsmitte von Hessigheim                          | Aufschluss         | Ingersheim Gemarkung Großingersheim          | 48° 59′ 14″ N, 9° 11′ 30″ O |      | Geologische Einheit: Oberer Muschelkalk |
| 2411                 | Felsböschung E des Neckars 1000 m ENE der Ortsmitte von Kirchheim                                        | Aufschluss         | Kirchheim am Neckar                          | 49° 2′ 50″ N, 9° 9′ 35″ O   |      | Geologische Einheit: Oberer Muschelkalk |
| 2412                 | Aufg. Steinbruch am SW-Hang des Hühnerbergs ca. 1000 m NNW von Münchingen                                | Aufschluss         | Korntal-Münchingen Gemarkung Münchingen      | 48° 51′ 45″ N, 9° 5′ 3″ O   |      | Geologische Einheit: Oberer Muschelkalk |
| 2413                 | Fußweg zum Kallenberg-Gipfel 350 m NNW der Kirche von Stuttgart-Kallenberg                               | Aufschluss         | Korntal-Münchingen Gemarkung Münchingen      | 48° 51′ 6″ N, 9° 7′ 45″ O   |      | Geologische Einheit: Bunte Mergel bis Stubensandstein |
| 2414                 | Aufg. Steinbruch auf dem Kugelberg W von Ludwigsburg-Hoheneck                                            | Aufschluss         | Ludwigsburg                                  | 48° 54′ 54″ N, 9° 11′ 44″ O |      | Geologische Einheit: Unterer Keuper |
| 2415                 | Lettenkeuper-Aufschluss bei Eglosheim-Mäurach                                                            | Aufschluss         | Ludwigsburg                                  | 48° 54′ 31″ N, 9° 10′ 0″ O  |      | Geologische Einheit: Unterer Keuper |
| 2416                 | Steinbruch bei Ludwigsburg-Hoheneck                                                                      | Aufschluss         | Ludwigsburg                                  | 48° 54′ 29″ N, 9° 12′ 57″ O |      | Geologische Einheit: Oberer Muschelkalk |
| 2417                 | Felsen am Neckar-Prallhang NW von Poppenweiler, S der Burghalde                                          | Felsformation      | Ludwigsburg Gemarkung Poppenweiler           | 48° 54′ 42″ N, 9° 15′ 24″ O |      | Geologische Einheit: Oberer Muschelkalk |
| 2418                 | Aufg. Steinbruch NW von Hochberg gegenüber der Neckarbrücke                                              | Aufschluss         | Ludwigsburg Gemarkung Poppenweiler           | 48° 53′ 27″ N, 9° 16′ 28″ O |      | Geologische Einheit: Oberer Muschelkalk |
| 2419                 | Böschung in Marbach am Neckar, Marktstr. 53                                                              | Aufschluss         | Marbach am Neckar                            | 48° 56′ 26″ N, 9° 15′ 16″ O |      | Geologische Einheit: Pleistozäne Terrassenschotter |
| 2420                 | Steinbruch im Tälchen des Weidenbachs SW von Rielingshausen                                              | Aufschluss         | Marbach am Neckar Gemarkung Rielingshausen   | 48° 57′ 10″ N, 9° 18′ 54″ O |      | Geologische Einheit: Oberer Muschelkalk |
| 2421                 | Steinbruch ca. 500 m NE vom Schönbühlhof                                                                 | Aufschluss         | Markgröningen                                | 48° 53′ 43″ N, 9° 2′ 15″ O  |      | Geologische Einheit: Oberer Muschelkalk |
| 2422                 | Lehmgrube/Ziegelei S von Markgröningen an der Straße nach Münchingen                                     | Aufschluss         | Markgröningen                                | 48° 53′ 54″ N, 9° 5′ 11″ O  |      | Geologische Einheit: Löss |
| 2423                 | Aufg. Steinbruch W der Straße Möglingen-Asperg ca. 900 m N von Möglingen                                 | Aufschluss         | Möglingen                                    | 48° 53′ 36″ N, 9° 7′ 34″ O  |      | Geologische Einheit: Oberer Muschelkalk |
| 2424                 | Aufg. Steinbruch E von Mundelsheim bei der Ziegelhütte                                                   | Aufschluss         | Mundelsheim                                  | 49° 0′ 6″ N, 9° 13′ 3″ O    |      | Geologische Einheit: Oberer Muschelkalk |
| 2425                 | Felsböschung am Mühlbachweinberg SE von Mundelsheim                                                      | Aufschluss         | Mundelsheim                                  | 48° 58′ 55″ N, 9° 13′ 1″ O  |      | Geologische Einheit: Oberer Muschelkalk |
| 2426                 | Aufg. Steinbruch an der Straße Murr-Marbach am Neckar bei der Häldenmühle                                | Aufschluss         | Murr                                         | 48° 57′ 8″ N, 9° 15′ 0″ O   |      | Geologische Einheit: Oberer Muschelkalk |
| 2427                 | Aufg. Steinbruch an der Straße Unterriexingen-Enzweihingen 300 m E der Enzbrücke                         | Aufschluss         | Oberriexingen                                | 48° 55′ 54″ N, 9° 1′ 59″ O  |      | Geologische Einheit: Oberer Muschelkalk |
| 2428                 | Aufg. Steinbruch an der Straße Großsachsenheim-Oberriexingen, ca. 800 m vor Ortsbeginn                   | Aufschluss         | Oberriexingen                                | 48° 55′ 32″ N, 9° 1′ 56″ O  |      | Geologische Einheit: Oberer Muschelkalk |
| 2429                 | Mergelgrube auf dem Forstberg NW Oberstenfeld                                                            | Aufschluss         | Oberstenfeld                                 | 49° 1′ 47″ N, 9° 17′ 57″ O  |      | Geologische Einheit: Bunte Mergel |
| 2430                 | Mergelgrube am Osthang des Forstbergs NW Oberstenfeld                                                    | Aufschluss         | Oberstenfeld                                 | 49° 1′ 46″ N, 9° 18′ 9″ O   |      | Geologische Einheit: Bunte Mergel |
| 2431                 | Steinbruch am Bülzberg NE von Rielingshausen                                                             | Aufschluss         | Pleidelsheim                                 | 48° 58′ 21″ N, 9° 20′ 50″ O |      | Geologische Einheit: Schilfsandstein |
| 2432                 | Aufg. Steinbruch NE von Stg.-Mühlhausen an der Straße nach Aldingen                                      | Aufschluss         | Remseck am Neckar Gemarkung Aldingen         | 48° 51′ 0″ N, 9° 14′ 37″ O  |      | Geologische Einheit: Oberer Muschelkalk |
| 2433                 | Aufg. Steinbruch im Remstal SE von Neckarrems                                                            | Aufschluss         | Remseck am Neckar Gemarkung Neckarrems       | 48° 52′ 6″ N, 9° 17′ 7″ O   |      | Geologische Einheit: Oberer Muschelkalk |
| 2434                 | Aufg. Steinbruch und Straßenböschung an der Straße Neckarrems-Hegnach am Burgholt                        | Aufschluss         | Remseck am Neckar Gemarkung Neckarrems       | 48° 52′ 4″ N, 9° 16′ 29″ O  |      | Geologische Einheit: Oberer Muschelkalk |
| 2435                 | Aufg. Steinbruch am S-Hang der Heiligenäcker N von Großsachsenheim                                       | Aufschluss         | Sachsenheim Gemarkung Großsachsenheim        | 48° 57′ 56″ N, 9° 3′ 18″ O  |      | Geologische Einheit: Grenzbereich Oberer Muschelkalk Unterer Keuper |
| 2436                 | Rittersprung 2000 m NW von Häfnerhaslach                                                                 | Rutschung          | Sachsenheim Gemarkung Häfnerhaslach          | 49° 2′ 26″ N, 8° 54′ 21″ O  |      | Geologische Einheit: Stubensandstein |
| 2437                 | Mergelgrube am Waldrand N von Hohenhaslach                                                               | Aufschluss         | Sachsenheim Gemarkung Hohenhaslach           | 49° 0′ 31″ N, 9° 1′ 32″ O   |      | Geologische Einheit: Bunte Mergel |
| 2438                 | Hohlweg, Mergelgrube und Steinbruch NE von Hohenhaslach zwischen Kelter und Friedenslinde                | Aufschluss         | Sachsenheim Gemarkung Hohenhaslach           | 49° 0′ 21″ N, 9° 2′ 5″ O    |      | Geologische Einheit: Bunte Mergel |
| 2439                 | S-exponierter Hang des Schönenbergs ca. 1000 m ENE von Hohenhaslach                                      | Landschaftselement | Sachsenheim Gemarkung Hohenhaslach           | 49° 0′ 12″ N, 9° 2′ 39″ O   |      | Geologische Einheit: Bunte Mergel Stubensandstein |
| 2440                 | Mergelgrube am Teufelsberg ENE von Hohenhaslach                                                          | Aufschluss         | Sachsenheim Gemarkung Hohenhaslach           | 49° 0′ 21″ N, 9° 2′ 4″ O    |      | Geologische Einheit: Bunte Mergel |
| 2441                 | Wegböschung am Hummelberg SW von Hohenhaslach                                                            | Aufschluss         | Sachsenheim Gemarkung Hohenhaslach           | 48° 59′ 47″ N, 9° 0′ 36″ O  |      | Geologische Einheit: Grenzbereich Gipskeuper Schilfsandstein |
| 2442                 | Böschungsaufschluss am südl. Eichwald N von Ochsenbach                                                   | Aufschluss         | Sachsenheim Gemarkung Ochsenbach             | 49° 1′ 28″ N, 8° 58′ 42″ O  |      | Geologische Einheit: Stubensandstein |
| 2443                 | Böschungsaufschluss an der SE-Spitze des Mutzigwalds W von Ochsenbach                                    | Aufschluss         | Sachsenheim Gemarkung Ochsenbach             | 49° 1′ 16″ N, 8° 58′ 15″ O  |      | Geologische Einheit: Stubensandstein |
| 2444                 | Aufg. Steinbruch ca. 800 m NE der Ortsmitte von Ochsenbach                                               | Aufschluss         | Sachsenheim Gemarkung Ochsenbach             | 49° 1′ 34″ N, 8° 59′ 32″ O  |      | Geologische Einheit: Stubensandstein |
| 2445                 | SE-Spitze des Mutzigwalds am Waldrand oberhalb der Weinberge                                             | Aufschluss         | Sachsenheim Gemarkung Ochsenbach             | 49° 1′ 15″ N, 8° 58′ 33″ O  |      | Geologische Einheit: Stubensandstein |
| 2446                 | Steinbruch S von Mundelsheim an der Straße nach Pleidelsheim                                             | Aufschluss         | Steinheim an der Murr Gemarkung Höpfigheim   | 48° 58′ 48″ N, 9° 13′ 8″ O  |      | Geologische Einheit: Oberer Muschelkalk |
| 2447                 | Aufg. Steinbruch links der Straße Kleinbottwar-Steinheim ca. 500 m SW von Schloss Schaubeck              | Aufschluss         | Steinheim an der Murr Gemarkung Kleinbottwar | 48° 58′ 24″ N, 9° 17′ 17″ O |      | Geologische Einheit: Oberer Muschelkalk |
| 2448                 | Aufg. Lehmgrube/Ziegelei am SW-Ortsende von Enzweihingen                                                 | Aufschluss         | Vaihingen an der Enz Gemarkung Enzweihingen  | 48° 54′ 50″ N, 8° 58′ 38″ O |      | Geologische Einheit: Löss |
| 2449                 | Aufg. Mergelgrube N von Horrheim                                                                         | Aufschluss         | Vaihingen an der Enz Gemarkung Horrheim      | 48° 59′ 33″ N, 8° 58′ 57″ O |      | Geologische Einheit: Bunte Mergel |
| 2450                 | Lesesteinhaufen, Wegböschungen auf dem Lug N von Roßwag                                                  | Landschaftselement | Vaihingen an der Enz Gemarkung Roßwag        | 48° 56′ 30″ N, 8° 54′ 52″ O |      | Geologische Einheit: Höhenschotter der spättertiären Enz |
| 2451                 | Aufg. Steinbruch beim Sportplatz Walheim                                                                 | Aufschluss         | Walheim                                      | 49° 0′ 35″ N, 9° 8′ 41″ O   |      | Geologische Einheit: Oberer Muschelkalk |
| 2452                 | Felsböschung N der Bahnlinie Stuttgart-Heilbronn an der Enzbrücke                                        | Aufschluss         | Walheim                                      | 49° 0′ 20″ N, 9° 8′ 43″ O   |      | Geologische Einheit: Unterer Muschelkalk |